# Belonogaster tarsata
Belonogaster tarsata är en getingart som beskrevs av Kohl 1894. Belonogaster tarsata ingår i släktet Belonogaster och familjen getingar. Inga underarter finns listade.